# منتخب أستراليا لكرة الطائرة للسيدات
منتخب أستراليا الوطني لكرة الطائرة للنساء (بالإنجليزية: Australia women's national volleyball team)‏ هو ممثل أستراليا الرسمي في المنافسات الدولية في كرة طائرة في فئة كرة الطائرة للسيدات.